# Laura Martínez de Carvajal
Laura Martínez de Carvajal y del Camino (27 de agosto de 1869 - 24 de enero de 1941), fue la primera mujer médica y la primera oftalmóloga de Cuba.

## Biografía
Fue la primogénita de una familia española adinerada, afincada en Cuba. Cursó la enseñanza primaria en la Escuela de Señoritas de Manuela de Concha y Duval, profesora española de piano. A los cuatro años aprendió a leer y con nueve comenzó el bachillerato en el Colegio de San Francisco de Paula, donde se graduó al cumplir los trece años con excelentes notas. Con esa edad se matriculó junto a su hermano en la Universidad de La Habana en las carreras de Ciencias Físico-Matemáticas y Medicina, donde tuvo que imponerse a fuerza de respeto y constancia para hacer valer sus derechos en una sociedad que no admitía una mujer en esa posición.
Tenía amplios conocimientos de música, artes plásticas, literatura y botánica además de leer con fluidez inglés y francés.  La pintura la estudió en distintas ocasiones y su habilidad en este arte, le sirvió mucho para ilustrar sus escritos y un Atlas de fondo de ojo.
Se casó con el oftalmólogo Enrique López Veitía y tuvieron siete hijos. Tras la muerte de su marido siguió ella sola al frente de la clínica que compartían.

## Trayectoria
En 1883 inició su preparación clínica en el hospital San Felipe y Santiago, en los altos de la cárcel, donde se atendía a los presos. En el siglo XIX, los prejuicios sociales respecto a las mujeres estaban presentes también en la dirección de la universidad, que no permitió a la entonces estudiante realizar la disección de los cadáveres junto a sus compañeros varones. Por ese motivo, Laura Martínex de Carvajal realizó sus prácticas sola, durante los fines de semana, sin prescindir de un aprendizaje imprescindible para el conocimiento de la anatomía humana y posterior ejercicio de la medicina .
De allí se trasladó al hospital San Francisco de Paula, en el cual mejoraron sus condiciones de trabajo y cursó las asignaturas de obstetricia y enfermedades de las mujeres y la infancia.
Se graduó en la carrera de físico–matemática el 30 de junio de 1888  y el 15 de julio de 1889, con 19 años, terminó la de Medicina, ambas con notas sobresalientes.
En la Universidad conoció al médico Enrique López Veitía con quien se casó el 20 de julio de 1889. El doctor López Veitía se especializó en oftalmología y dirigía la Policlínica de Especialidades y sus archivos. En esta clínica comenzó a ejercer su profesión Laura Martínez de Carvajal, convirtiéndose en ayudante principal y quedándose a cargo de pacientes cuando él no podía atenderles.
Ambos asistieron juntos a numerosos congresos médicos y también colaboraron en numerosas publicaciones como Notas fisiológicas, Observaciones clínicas y Ocular leprosy, así como en los tres volúmenes de Oftalmología clínica.
Años después del fallecimiento de su marido, el 10 de febrero de 1891, decidió construir la finca “El retiro”, en 1917, donde instaló una escuelita gratuita para las personas pobres, de la cual se hizo cargo junto a su hija María. Sin embargo, poco tiempo después se le diagnosticó tuberculosis, y murió a causa de esta enfermedad el 24 de enero de 1941.
Según la Doctora en Ciencias Físico-Matemáticas Lilliam Álvarez Díaz, secretaria de la Academia de Ciencias de Cubaː“Laura tuvo que batallar duro y enfrentar los convencionalismos y prejuicios de la sociedad colonial para hacerse médico. Así tuvo que sobreponerse a las burlas y comentarios ofensivos generados por su sola presencia en un aula donde todos eran hombres, no pocos de los cuales la calificaban de extravagante. Padeció, además, las trabas docentes impuestas por algunos profesores”.
Álvarez Díaz dijo también que algunas fuentes la ubican también como la primera mujer en ejercer la medicina con una cédula profesional en toda Latinoamérica pero no es un hecho probado oficialmente.
Fue miembro del Bando de Piedad, fundado y dirigido por aquellos años por la filántropa Mrs Jeanette Ryder, que empleó toda su fortuna en recoger, niños y niñas además de animales desamparados.
Se le diagnosticó tuberculosis y falleció por esta enfermedad a los 71 años de edad.